# Färöischer Fußballpokal 2001
Der Färöische Fußballpokal 2001, auch bekannt als Løgmanssteypið 2001, fand zwischen dem 3. März und 29. Juli 2001 statt und wurde zum 47. Mal ausgespielt. Im Endspiel, welches im Tórsvøllur-Stadion in Tórshavn auf Naturrasen ausgetragen wurde, siegte B36 Tórshavn mit 1:0 gegen KÍ Klaksvík und konnte den Pokal somit zum dritten Mal gewinnen.
B36 Tórshavn und KÍ Klaksvík belegten in der Meisterschaft die Plätze eins und sechs. Da B36 Tórshavn dadurch das Double erreichte, nahm KÍ Klaksvík an der Qualifikationsrunde zum UEFA-Pokal 2002/03 teil. Mit ÍF Fuglafjørður erreichte ein Zweitligist das Viertelfinale. Titelverteidiger GÍ Gøta schied hingegen im Viertelfinale aus.

## Teilnehmer
Teilnahmeberechtigt waren folgende 18 A-Mannschaften der vier färöischen Ligen:
| 1. Deild | 2. Deild                                                  | 3. Deild             | 4. Deild      |
| B36 Tórshavn B68 Toftir B71 Sandur EB/Streymur FS Vágar GÍ Gøta HB Tórshavn KÍ Klaksvík NSÍ Runavík VB Vágur | ÍF Fuglafjørður LÍF Leirvík SÍ Sumba Skála ÍF TB Tvøroyri | AB Argir Royn Hvalba | Fram Tórshavn |

## Modus
Sämtliche Erstligisten waren für die Gruppenphase gesetzt. Die verbliebenen unterklassigen Mannschaften spielten in zwei Runden die restlichen beiden Teilnehmer aus. In der Gruppenphase spielte jede Mannschaft zweimal gegen jede andere, wobei sich die Erst- und Zweitplatzierten jeder Gruppe sowie die zwei besten Drittplatzierten für die nächste Runde qualifizierten. Bei Punktgleichheit innerhalb einer Gruppe entschied der direkte Vergleich. Anschließend wurde im K.-o.-System weitergespielt.

## Qualifikation
Die Partien der Qualifikationsrunde fanden zwischen dem 8. und 11. März statt.
|                 | Ergebnis   |               |
| --------------- | ---------- | ------------- |
| LÍF Leirvík     | 01:3 (0:1) | AB Argir      |
| TB Tvøroyri     | 10:1 (5:0) | Royn Hvalba   |
| ÍF Fuglafjørður | 04:0 (2:0) | Skála ÍF      |
| SÍ Sumba        | 08:1 (3:1) | Fram Tórshavn |

## 1. Runde
Die Partien der 1. Runde fanden am 14. und 16. März statt.
|             | Ergebnis  |                 |
| ----------- | --------- | --------------- |
| AB Argir    | 0:4 (0:2) | ÍF Fuglafjørður |
| TB Tvøroyri | 6:3 (2:2) | SÍ Sumba        |

## Gruppenphase
Die Partien der Gruppenphase fanden zwischen dem 17. März und 19. April statt.

### Gruppe 1
| Pl. | Verein          | Sp. | S | U | N | Tore    | Diff. | Punkte |
| --- | --------------- | --- | - | - | - | ------- | ----- | ------ |
| 1.  | B68 Toftir      | 6   | 5 | 0 | 1 | 011:200 | +9    | 15     |
| 2.  | KÍ Klaksvík     | 6   | 4 | 1 | 1 | 012:400 | +8    | 13     |
| 3.  | ÍF Fuglafjørður | 6   | 2 | 0 | 4 | 009:110 | −2    | 06     |
| 4.  | B71 Sandur      | 6   | 0 | 0 | 6 | 003:180 | −15   | 0      |

| 18. März 2001   |           |                 |
| ÍF Fuglafjørður | 1:2 (1:2) | B68 Toftir      |
| 25. März 2001   |           |                 |
| KÍ Klaksvík     | 4:0 (1:0) | B71 Sandur      |
| 31. März 2001   |           |                 |
| ÍF Fuglafjørður | 0:1 (0:0) | KÍ Klaksvík     |
| 7. April 2001   |           |                 |
| B71 Sandur      | 0:3 (0:1) | ÍF Fuglafjørður |
| KÍ Klaksvík     | 0:1 (0:0) | B68 Toftir      |
| 12. April 2001  |           |                 |
| B68 Toftir      | 2:0 (0:0) | ÍF Fuglafjørður |
| B71 Sandur      | 1:2 (0:0) | KÍ Klaksvík     |
| 14. April 2001  |           |                 |
| B71 Sandur      | 0:2 (0:1) | B68 Toftir      |
| KÍ Klaksvík     | 4:1 (2:0) | ÍF Fuglafjørður |
| 16. April 2001  |           |                 |
| B68 Toftir      | 1:1 (1:0) | KÍ Klaksvík     |
| ÍF Fuglafjørður | 4:2 (2:1) | B71 Sandur      |
| 19. April 2001  |           |                 |
| B68 Toftir      | 3:0 (1:0) | B71 Sandur      |

### Gruppe 2
| Pl. | Verein       | Sp. | S | U | N | Tore    | Diff. | Punkte |
| --- | ------------ | --- | - | - | - | ------- | ----- | ------ |
| 1.  | HB Tórshavn  | 6   | 4 | 2 | 0 | 024:800 | +16   | 14     |
| 2.  | GÍ Gøta      | 6   | 3 | 1 | 2 | 023:120 | +11   | 10     |
| 3.  | B36 Tórshavn | 6   | 2 | 3 | 1 | 014:900 | +5    | 09     |
| 4.  | TB Tvøroyri  | 6   | 0 | 0 | 6 | 006:380 | −32   | 0      |

| 17. März 2001  |            |              |
| B36 Tórshavn   | 2:2 (1:2)  | GÍ Gøta      |
| 18. März 2001  |            |              |
| TB Tvøroyri    | 3:14 (1:6) | HB Tórshavn  |
| 1. April 2001  |            |              |
| HB Tórshavn    | 1:1 (1:0)  | B36 Tórshavn |
| TB Tvøroyri    | 1:7 (1:3)  | GÍ Gøta      |
| 7. April 2001  |            |              |
| B36 Tórshavn   | 7:0 (3:0)  | TB Tvøroyri  |
| GÍ Gøta        | 1:3 (1:2)  | HB Tórshavn  |
| 12. April 2001 |            |              |
| GÍ Gøta        | 4:1 (0:1)  | B36 Tórshavn |
| HB Tórshavn    | 1:0 (1:0)  | TB Tvøroyri  |
| 14. April 2001 |            |              |
| B36 Tórshavn   | 1:1 (0:1)  | HB Tórshavn  |
| GÍ Gøta        | 7:1 (2:0)  | TB Tvøroyri  |
| 16. April 2001 |            |              |
| HB Tórshavn    | 4:2 (2:1)  | GÍ Gøta      |
| TB Tvøroyri    | 1:2 (0:2)  | B36 Tórshavn |

### Gruppe 3
| Pl. | Verein      | Sp. | S | U | N | Tore    | Diff. | Punkte |
| --- | ----------- | --- | - | - | - | ------- | ----- | ------ |
| 1.  | NSÍ Runavík | 6   | 5 | 0 | 1 | 014:700 | +7    | 15     |
| 2.  | VB Vágur    | 6   | 4 | 0 | 2 | 017:600 | +11   | 12     |
| 3.  | EB/Streymur | 6   | 1 | 1 | 4 | 003:130 | −10   | 04     |
| 4.  | FS Vágar    | 6   | 1 | 1 | 4 | 007:150 | −8    | 04     |

| 17. März 2001  |           |             |
| EB/Streymur    | 0:2 (0:1) | NSÍ Runavík |
| 18. März 2001  |           |             |
| VB Vágur       | 5:1 (0:1) | FS Vágar    |
| 1. April 2001  |           |             |
| VB Vágur       | 4:1 (3:0) | EB/Streymur |
| 7. April 2001  |           |             |
| EB/Streymur    | 0:4 (0:0) | VB Vágur    |
| NSÍ Runavík    | 5:2 (4:1) | FS Vágar    |
| 12. April 2001 |           |             |
| FS Vágar       | 0:2 (0:2) | VB Vágur    |
| NSÍ Runavík    | 2:0 (1:0) | EB/Streymur |
| 14. April 2001 |           |             |
| EB/Streymur    | 1:0 (0:0) | FS Vágar    |
| NSÍ Runavík    | 2:1 (1:0) | VB Vágur    |
| 16. April 2001 |           |             |
| FS Vágar       | 1:1 (0:1) | EB/Streymur |
| VB Vágur       | 1:2 (0:1) | NSÍ Runavík |
| 19. April 2001 |           |             |
| FS Vágar       | 3:1 (1:0) | NSÍ Runavík |

## Viertelfinale
Die Viertelfinalpartien fanden am 22. April statt.
|             | Ergebnis              |                 |
| ----------- | --------------------- | --------------- |
| B68 Toftir  | 2:3 (0:0)             | B36 Tórshavn    |
| HB Tórshavn | 4:1 (3:0)             | VB Vágur        |
| KÍ Klaksvík | 2:1 (2:1)             | ÍF Fuglafjørður |
| NSÍ Runavík | 0:0 n. V. (4:3 i. E.) | GÍ Gøta         |

## Halbfinale
Die Hinspiele im Halbfinale fanden am 13. Mai statt, die Rückspiele am 24. Mai.
|              | Gesamt    |             | Hinspiel  | Rückspiel |
| ------------ | --------- | ----------- | --------- | --------- |
| B36 Tórshavn | 3:2       | HB Tórshavn | 3:1 (2:1) | 0:1 (0:1) |
| KÍ Klaksvík  | (a)3:3(a) | NSÍ Runavík | 1:1 (0:1) | 2:2 (2:1) |

## Finale
| Paarung        | KÍ Klaksvík – B36 Tórshavn |
| Ergebnis       | 0:1 (0:0) |
| Datum          | 29. Juli 2001 |
| Stadion        | Tórsvøllur, Tórshavn |
| Schiedsrichter | Niklas á Líðarenda (Norðragøta) |
| Tore           | 0:1 Jens Kristian Hansen (68.) |
| KÍ Klaksvík    | Meinhard Joensen – Jan Andreasen, Aleksandar Đorđević, Niclas Niclassen, Kurt Mørkøre – Fríðin Ziskason, Jan Joensen, Atli Danielsen, Símun Joensen (82. Harley Bertholdsen) – Hjalgrím Elttør, Ove Nysted (90. Eyðun Klakstein) Cheftrainer: Tomislav Sivić ( BR Jugoslawien)                                        |
| B36 Tórshavn   | Tróndur Vatnhamar – Arnbjørn Danielsen, Pól Thorsteinsson, Egil á Bø, Fróði Clementsen – Jens Kristian Hansen, Jan Guttesen, Klæmint Matras (82. Bjarni E. Prior), Jákup á Borg – John Petersen , Magni á Lakjuni (46. Kenneth Jacobsen), Heðin á Lakjuni (90. Heini í Skorini) Cheftrainer: Piotr Krakowski ( Polen) |
| Gelbe Karten   | Jan Joensen, Jan Andreasen, Fríðin Ziskason, Aleksandar Đorđević, Niclas Niclassen – keine |

## Torschützenliste
Bei gleicher Anzahl von Treffern sind die Spieler nach dem Nachnamen alphabetisch geordnet.
| Platz | Spieler                  | Verein          | Tore |
| ----- | ------------------------ | --------------- | ---- |
| 1     | Christian Høgni Jacobsen | NSÍ Runavík     | 09   |
| 2     | Hjalgrím Elttør          | KÍ Klaksvík     | 07   |
| 3     | Palli Augustinussen      | HB Tórshavn     | 06   |
| 3     | Rógvi Jacobsen           | VB Vágur        | 06   |
| 5     | Mortan Hansen            | B68 Toftir      | 05   |
| 5     | Heini Heinason           | ÍF Fuglafjørður | 05   |
| 5     | Eirikur Joensen          | SÍ Sumba        | 05   |
| 5     | Helgi L. Petersen        | GÍ Gøta         | 05   |
| 5     | Kaj Roest                | TB Tvøroyri     | 05   |
| 10    | Jákup á Borg             | B36 Tórshavn    | 04   |
| 10    | Hallur Danielsen         | HB Tórshavn     | 04   |
| 10    | Jens Kristian Hansen     | B36 Tórshavn    | 04   |
| 10    | Høgni á Lakjuni          | ÍF Fuglafjørður | 04   |
| 10    | Bárður Mortansson        | HB Tórshavn     | 04   |
| 10    | Ove Nysted               | KÍ Klaksvík     | 04   |
| 10    | Áslakur R. Petersen      | GÍ Gøta         | 04   |
| 10    | Einar Petersen           | TB Tvøroyri     | 04   |